# Keith Mumby
Keith Mumby (21 febbraio 1957) è un rugbista a 13 britannico.
È stato un giocatore della Rugby league, famoso per aver giocato nella squadra dei Bradford Bulls tra il 1973 e il 1993 come fullback.

## Bradford Northern
Keith Mumby iniziò la sua carriera da professionista all'età di sedici anni nel Bradford Northern. Al suo debutto batté il record di maggior punti segnati da un debuttante. In totale fece 588 presenze per il club. Nella sua carriera totalizzò 68 trie e 779 goal.